# Barbus parawaldroni
Barbus parawaldroni es una especie de peces de la familia de los Cyprinidae en el orden de los Cypriniformes.

## Morfología
Los machos pueden llegar alcanzar los 23 cm de longitud total.

## Hábitat
Es un pez de agua dulce.

## Distribución geográfica
Se encuentra al oeste de la Costa de Marfil y al este de Liberia.  